# Голопристанский элеватор
Голопристанский элеватор (укр. Голопристанський елеватор) — предприятие пищевой промышленности на окраине города Голая Пристань Херсонской области.

## История
Элеватор был построен в 1973 году в соответствии с девятым пятилетним планом развития народного хозяйства СССР.
После провозглашения независимости Украины элеватор перешёл в ведение министерства сельского хозяйства и продовольствия Украины.
В марте 1995 года Верховная Рада Украины внесла элеватор в перечень предприятий, приватизация которых запрещена в связи с их общегосударственным значением.
После создания в августе 1996 года государственной акционерной компании «Хлеб Украины» элеватор стал дочерним предприятием ГАК «Хлеб Украины».
После создания 11 августа 2010 года Государственной продовольственно-зерновой корпорации Украины элеватор был включён в состав предприятий ГПЗКУ.
В октябре 2014 года на элеваторе была восстановлена система подачи зерна на речной транспорт.
В октябре 2016 года элеватор впервые после десятилетнего перерыва начал отгрузку зерна на речной транспорт.

## Современное состояние
Основной функцией предприятия является хранение зерновых культур (пшеницы, кукурузы, ячменя), а также семян масличных культур (рапса и подсолнечника).
Общая рабочая ёмкость предприятия составляет 41,7 тыс. тонн (элеваторная — 36,5 тыс. тонн и складская — 5,2 тыс. тонн).